# Saeko Kimura
Saeko Kimura (japonès: 木村さえ子)  (prefectura d'Ōsaka, 28 de gener de 1963) és una nedadora japonesa, ja retirada, especialitzada en natació sincronitzada que va competir durant la dècada de 1980.
El 1984 va prendre part en els Jocs Olímpics d'Estiu de Los Angeles, on disputà dues proves del programa de natació sincronitzada. Guanyà la medalla de bronze en la prova per parelles, junt a Miwako Motoyoshi, mentre en la prova de solo abandonà.